# Катрін Каушке
Катрін Каушке (нім. Katrin Kauschke, 13 вересня 1971) — німецька хокеїстка на траві.
Срібна призерка Олімпійських Ігор 1992 року, учасниця 1996, 2000 років.
Срібна призерка Чемпіонату Європи 1999 року.
Срібна призерка Трофею чемпіонів 1991, 1997, 2000 років, бронзова призерка 1993, 1999 років.
Бронзова призерка Чемпіонату світу 1998 року.